# Гордонские хайлендеры
Гордонские хайлендеры или Гордонские горцы (англ. The Gordon Highlanders) — пехотный полк Британской армии, существовавший с 1881 по 1994 годы и названный в честь шотландского клана Гордон. В его рядах служили выходцы из Абердина и Северо-Восточной Шотландии.

## История

### Образование
Полк образован 1 июля 1881 года в разгар реформ Хью Чайлдерса путём объединения 75-го Стирлингширского пехотного полка и 92-го пехотного полка (Гордонских хайлендеров), которые стали, соответственно, 1-м и 2-м батальоном полка.
75-й Гордонский полк был образован в 1787 году военачальником британской армии Робертом Эберкромби для службы в Индии, где отлично зарекомендовал себя. Участвовал во Второй англо-бурской войне, проходил службу в Британской Индии (в том числе и в Северо-Западной пограничной провинции) и Египте. В 1881 году 75-й полк, находясь на Мальте, был преобразован в 1-й батальон Гордонских хайлендеров. В 1882 году он уже как батальон проходил службу в Египте, отличившись в битве при Тель-Эль-Кебире и Нилско-Суданской кампании (сражения при Эль-Тебе 29 февраля 1884 года и Тамае 13 марта 1884 года).
92-й полк ранее назывался 100-м полком и был образован в 1794 году по распоряжению Александра Гордона, 4-го герцога Гордона (92-й номер он получил в 1798 году). Он участвовал в войнах против Наполеоновской Франции в Испании, сражался при Ватерлоо, а также нёс службу в Афганистане и Южной Африке. Во время Второй англо-афганской войны он совершил марш от Кабула до Кандагара; участвовал в обеих англо-бурских войнах.
В октябре 1897 года во время штурма Даргайских высот у пехотного полка появился самый известный кавалер Креста Виктории: это был волынщик Джордж Файндлейтер, который во время штурма высот был ранен в обе ноги, но продолжал играть на волынке, поддерживая боевой дух.

### Первая мировая война
В составе полка Гордонских хайлендеров в Первую мировую войну был 21 батальон: все батальоны несли службу на Западном фронте и воевали в Италии, отметившись 65 благодарностями или «воинскими почестями».
- 1-й и 2-й батальоны были немедленно включены в состав Британских экспедиционных сил после начала войны (1-й — в состав 8-й бригады 3-й пехотной дивизии, 2-й — в состав 20-й бригады 7-й пехотной дивизии), а 3-й батальон резерва остался в Абердине для охранной службы.
- Дополнительно 1/4-й (Абердинский), 1/5-й (Бучанский и Форматинский), 1/6-й (Баннфширский и Донсайдский) и 1/7-й (Дисайдский) батальоны были включены в 153-ю (2-ю горную) бригаду 51-й (горской) пехотной дивизии, известную под названием «Гордонская бригада» по причине наличия большой доли призывников из полка Гордонских хайлендеров (фигурировало до мая 1915 года).
- Ещё 8 батальонов Территориальной обороны (2/4-й, 2/5-й, 2/6-й, 2/7-й, 3/4-й, 3/5-й, 3/6-й и 3/7-й) составляли своеобразную вторую линию британской островной обороны на случай немецкого вторжения. Однако эти батальоны были очень плохо вооружены и оснащены, поэтому не покидали пределов Британских островов. Четыре батальона вспомогательной службы с 8-го по 11-й были сформированы по распоряжению лорда Китченера (9-й батальон стал фактически сапёрным). В 1916 году был сформирован 1-й гарнизонный батальон для службы в Индии.

Как ни странно, но сам полк не участвовал непосредственно в сражениях; его личный 2-й батальон был отправлен на помощь британско-французским войскам в Италию, которые понесли огромные потери после битвы при Капоретто. Всего же насчитывается 50 тысяч солдат, призванных в полк в годы Первой мировой войны: из них 9 тысяч погибли на полях сражений, 20 тысяч были ранены или пропали без вести. Известнейшим ветераном Первой мировой, служившим в полку Гордонских хайлендеров, был певец Джимми Макбет.

### Вторая мировая война
27 благодарностей полк Гордонских хайлендеров получил за бои во Франции (1940), Британскую Малайзию, Северную Африку, высадку в Италии и сражения во Франции в 1944—1945 годах.
- 1-й и 5-й батальоны в составе 51-й пехотной дивизии сражались во Франции в 1940 году, но близ Сен-Валери-эн-Ко они были окружены немецкими войсками и капитулировали. В августе 1940 1-й батальон был переформирован и продолжил службу.
- 2-й батальон составлял часть сил Британской армии в Малайзии и участвовал в Сингапурской обороне, которая также окончилась разгромным поражением британцев: в японский плен попали 130 тысяч человек, а потери 2-го батальона стали крупнейшими за всю его историю участия во Второй мировой войне. В мае 1942 года на основе 11-го батальона 2-й батальон был воссоздан и включён в 15-ю шотландскую пехотную дивизию. В 1944 году он участвовал в боях во Франции: на основе 2-го батальона появилась 227-я (горская) пехотная бригада, составленная по большому счёту из молодых солдат. Славу батальону принесли сражения за местечки Шё и Турвилль-сюр-Одон во Франции, а также бои в Нидерландах и осада города Ульцен в Германии.
- 4-й батальон города Абердин 1 ноября 1941 был прикреплён к артиллерийскому полку и расширился до 92-го противотанкового полка Королевского полка артиллерии, а затем вошёл в 9-ю бронетанковую дивизию. В боях не участвовал.
- 6-й банфширский батальон переведён из 51-й дивизии, в 1940 году капитулировал во Франции. После воссоздания включён во 2-ю пехотную бригаду при 1-й пехотной дивизии. Участвовал в боях в Северной Африке и Италии, до конца войны потом служил в гарнизоне Палестины.
- 7-й (марский и мирнский) батальон служил в 51-й дивизии в годы войны.
- 8-й батальон города Абердин расширился до 100-го противотанкового полка, был частью 2-й пехотной дивизии и воевал в Бирме.
- 9-й донсайдский батальон (из 9-й пехотной дивизии) изначально служил на Шетландских островах. Объединён с 5-м батальоном и продолжил обучение в Индии. В 1942 году расширен до 116-го танкового корпуса, в составе 255-й индийской танковой бригады воевал в Бирме и участвовал в освобождении Бирмы от японской оккупации.
- Батальоны Лондонских шотландцев несли гарнизонную службу в Лондоне.

### Роспуск
Гордонские хайлендеры продолжили службу уже в Малайзии и Северной Ирландии после войны. 17 сентября 1994 Гордонский хайлендский полк объединился с  Собственным Её Величества хайлендским полком (сифортско-камеронский) в Хайлендский полк (сифортско-гордонско-камеронский) (ныне 4-й батальон Королевского полка Шотландии). В 1997 году в Абердине в здании штаб-квартиры полка был открыт Музей Гордонских хайлендеров.

## Символика
Оригинальный тартан 75-го пехотного полка, очевидно, восходит к тартану клана Кэмпбелл. 92-й пехотный полк использовал тартан с жёлтой полосой, как у клана Гордон. Основным маршем Гордонских хайлендеров являлась песня The Cock o' the North, однако также исполнялись песни St Andrew's Cross и 'The Garb of Old Gaul.

## Личный состав

### Командиры полка
С 1881 по 1994 годы полком командовали следующие лица:
- 1881—1890 (1-й батальон, ранее 75-й полк: генерал сэр Джон Томас Хилл[англ.]
- 1881—1884 (2-й батальон, ранее 92-й полк): генерал сэр Марк Керр Атерли (англ. Mark Kerr Atherley)
- 1884—1895 (2-й батальон до 1890): генерал сэр Джон Александр Эварт[англ.]
- 1895—1897: генерал-лейтенант сэр Чарльз Эдвард Парк Гордон (англ. Charles Edward Parke Gordon)
- 1897—1912: фельдмаршал сэр Джордж Стюарт Уайт
- 1912—1914: генерал сэр Чарльз У. Х. Дуглас[англ.]
- 1914—1939: генерал сэр Иан Стендиш Монтайт Хэмилтон (англ. Ian Standish Montieth Hamilton)
- 1939—1948: генерал-майор сэр Джеймс Лодердейл Джилберт Бёрнетт (англ. Sir James Lauderdale Gilbert Burnett)
- 1948—1958: полковник Уильям Джеймс Грэм (англ. William James Graham)
- 1958—1965: бригадир Джеймс Родерик Синклер, 19-й граф Кейтнесс[англ.]
- Май—сентябрь 1965: вакантно
- 1965—1978: генерал-лейтенант сэр Джордж Гордон-Леннокс[англ.]
- 1978—1986: генерал-лейтенант сэр Джон Ричард Александр Макмиллан[англ.]
- 1986—1994: генерал-лейтенант сэр Питер Уолтер Грэм[англ.]

### Кавалеры Креста Виктории
- Ричард Уэйдсон[англ.] (75-й пехотный полк, восстание сипаев, 1857)
- Патрик Грин[англ.] (75-й пехотный полк, восстание сипаев, 1857)
- Корнелиус Куглан[англ.] (75-й пехотный полк, восстание сипаев, 1857)
- Джордж Стюарт Уайт (92-й пехотный полк, Афганистан, 1879)
- Уильям Генри Дик Канингем[англ.] (92-й пехотный полк, Афганистан, 1879)
- Эдвард Лоусон[англ.] (Индия, 1897)
- Джордж Файндлейтер[англ.] (Индия, 1897)
- Мэттью Фонтейн Мори Майклджон[англ.] (Вторая англо-бурская война, 1899)
- Уильям Робертсон[англ.] (Вторая англо-бурская война, 1899)
- Эрнест Бичкрофт Бэкуит Таус[англ.] (Вторая англо-бурская война, 1900)
- Джон Маккей[англ.] (Вторая англо-бурская война, 1900)
- Уильям Гордон[англ.] (Вторая англо-бурская война, 1900)
- Дэвид Янгер[англ.] (Вторая англо-бурская война, 1900)
- Уильям Кенни[англ.] (Франция, 1914)
- Джеймс Брук[англ.] (Франция, 1914)
- Джордж Макинтош[англ.] (Франция, 1917)
- Аллан Кер[англ.] (Франция, 1918)
- Джордж Митчелл[англ.] (Италия, 1944)

## Дружественные подразделения
- 5-й батальон Викторианского шотландского полка
- 5-й и 6-й батальоны Королевского викторианского полка[англ.]
- 5-й/7-й батальон Королевского австралийского полка[англ.]
- 48-й хайлендский полк
- Торонтский шотландский (личный королевы Елизаветы, королевы-матери) полк
- Кейптаунские хайлендеры[англ.]